# Torneig de doble eliminació

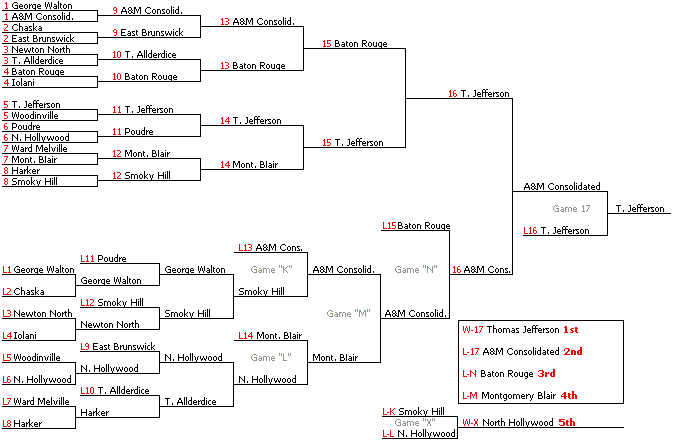
Quadre d'un torneig de doble eliminació. A dalt es mostra la ronda de Guanyadors i a baix la de Perdedors.

Un torneig d'eliminació doble és una competició en la qual un participant deixa de ser elegible per guanyar el torneig al perdre dos jocs o partides. En canvi, en un torneig normal d'eliminació senzilla una derrota ocasiona l'eliminació.
Un torneig d'eliminació doble es divideix en dos blocs: la ronda de Guanyadors (W) i la ronda de Perdedors (L). Després de la primera ronda, els guanyadors continuen a la ronda W i els perdedors continuen a la ronda L. La ronda W es dirigeix de la mateixa manera que un torneig d'eliminació senzilla excepte, naturalment, que els perdedors de cada ronda "cauen" a la ronda L (de Perdedors).
Com en torneigs d'eliminació senzilla, el nombre més habitual de competidors és potència de 2 (4, 8, 16, etc.) de manera que hi hagi un nombre parell de competidors a totes les rondes.
Els tornejos de doble eliminació són característics d'esports com l'hoquei taula.